# 13084 Virchow
13084 Virchow este un asteroid din centura principală de asteroizi.

## Descriere
13084 Virchow este un asteroid din centura principală de asteroizi. A fost descoperit pe 2 aprilie 1992 la Tautenburg de Freimut Börngen. El prezintă o orbită caracterizată de o semiaxă mare de 2,62 ua, o excentricitate de 0,05 și o înclinație de 5,8° în raport cu ecliptica.